# かみのけ座ガンマ星
かみのけ座γ星（かみのけざガンマせい、γ Comae Berenices、γ Com）は、かみのけ座の恒星で4等星。
この星は、橙色の巨星である。散開星団Mel 111に属しているように見えるが、恐らく実際はそうではないと考えられている。